# آخرین روزهای حضور در ویتنام
«آخرین روزهای حضور در ویتنام» (انگلیسی: Last Days in Vietnam) فیلمی آمریکایی در سبک مستند به کارگردانی روری کندی است که در سال ۲۰۱۴ منتشر شد.